# Brødrene af Fælleslivet
Brødrene af Fælleslivet (fratres communis vitæ) kaldtes et kristent samfund, der i 1384 stiftedes af klerken Florens Radewijnszoon (død 1400) i Deventer i Nederlandene, efter at hans lærer, mystikeren og bodsprædikanten Geert Groote (død 1384), allerede havde givet stødet dertil ved i Deventer at danne et søsterhus for kvinder, der uden at være nonner forpligtede sig til kyskhed og lydighed mod deres "mesterske". De skulle leve af deres hænders gerning.
Snart rejstes der rundt i Nederlandene og Tyskland lignende "broderhuse" (fraterhuse) for præster og lægfolk, der uden munkeregel rent frivillig ("Brødre af den gode Vilje") levede et "fællesliv" med fælleseje og fælles andagtstimer (collationes, hvorfor de også kaldtes kollatiebrødre) og især gav sig af med undervisning og afskrivning af bøger. Forgæves
søgte tiggermunkene at rejse en storm imod dem. Brødrene af Fælleslivet styrkede deres sag ved til dels at slutte sig til augustinerkorherrerne. 1387 grundlagde de i Windesheim mellem Deventer og Zwolle et kannikekloster, som snart blev midtpunkt for en del nederlandske og tyske klostre, der tilsammen dannede Windesheimkongregationen. De nordligste af disse klostre var Segeberg og Bordesholm i Holsten, det berømteste var klostret på Agnetebjerget ved Zwolle, hvor Thomas a Kempis udfoldede sin betydningsfulde forfattervirksomhed.
Brødrene af Fælleslivet var således dels regulære kanniker under klostertugt, dels friere samfund; men fælles for alle var deres virken for kristelig inderlighed med anstrøg af mystik (Henrik Mande og Thomas a Kempis), for læsning af Bibelen og andagtsbøger, i reglen på modersmålet, hvis betydning fremhævedes af Gerhard Zerboldt af Zutphen (død 1398), endvidere for prædiken, for skolevæsenet, for bogafskrivning, senere bogtrykning og bogindbinding.
I flere måder har Brødrene af Fælleslivet i al stilhed beredt jordbunden for reformationen; Johan Wessel Ganfort (død 1489) kritiserede endog den katolske lære om bod og aflad. Martin Luther og Philipp Melanchthon havde sympati for Brødrene af Fælleslivet, og mange af disse sluttede sig til reformationen. Delvis derfor tabte deres samfund imidlertid deres betydning, og i 1600-tallet ophævedes de sidste brødrehuse.